# بين جونسون (لاعب كرة قدم بريطاني)
بينيامين أنتوني جونسون (بالإنجليزية: Benjamin Anthony Johnson)‏ (مواليد 24 يناير 2000 في غابة والثام، لندن، إنجلترا)، هو لاعب كرة قدم إنجليزي، يلعب مع نادي وست هام يونايتد في الدوري الإنجليزي الممتاز في مركزي الظهير الأيمن و‌الظهير الأيسر؛ حيث أن اللاعب قادر على اللعب بكلتا القدمين.

## وصلات خارجية
- بين جونسون على موقع الاتحاد الأوربي (الإنجليزية)
- بين جونسون على موقع قاعدة بيانات كرة القدم.إي يو (الإنجليزية)
- بين جونسون على موقع Soccerbase.com (لاعب) (الإنجليزية)
- بين جونسون على موقع Soccerway.com (الإنجليزية)
- بين جونسون على موقع عالم كرة القدم.نت (الإنجليزية)